# Else Pappenheim
Else Pappenheim (ur. 22 maja 1911 w Salzburgu, zm. 11 stycznia 2009 w Nowym Jorku) – austriacko-amerykańska neurolog, psychiatra, psychoanalityk. Córka austriackiego psychiatry Martina Pappenheima.